# Крест Чубайса
«Крест Чубайса» — публицистическая книга Михаила Бергера и Ольги Проскурниной, посвящённая тому, как команда Анатолия Чубайса ликвидировала РАО ЕЭС.

## О книге
- Эта книга про десять последних лет существования одной из крупнейших в мире энергетических компаний — РАО «ЕЭС». Эта книга про людей, так или иначе связанных с энергокорпорацией.
- 4 сентября 2008 года книга признана «Книгой года» в номинации «Россия деловая», организованного Роспечатью и проводимого в рамках XXI Московской международной книжной выставки-ярмарки. [1]